# Правило Тарраша
Пра́вило Та́рраша — общий принцип, применяемый в большинстве шахматных миттельшпилей и эндшпилей, сформулированный Зигбертом Таррашем в 1914 году.
Согласно этому правилу, ладьи должны располагаться позади проходных пешек — либо игрока, либо противника. Идея состоит в том, что если ладья игрока находится позади его проходной пешки, ладья защищает её по мере продвижения, или если она находится позади проходной пешки противника, пешка не может безопасно двигаться вперёд.
Это «правило» обычно верно, но не всегда, так как есть много исключений. Приводились слова самого З. Тарраша: «Всегда ставьте ладью за пешку… за исключением случаев, когда это неправильно».